# Station Nowy Kościół
Station Nowy Kościół is een spoorwegstation in de Poolse plaats Nowy Kościół.